# عامل مجسم
در هوش مصنوعی، عامل مُجَسَّم (انگلیسی: Embodied agent) به آن دسته از عامل‌های هوشمند گفته می‌شود که از طریق یک بدن فیزیکی در محیط با ما تعامل می‌کنند. عامل‌هایی که به صورت گرافیکی با یک بدن نمایش داده می‌شوند، به عنوان مثال یک انسان یا یک حیوان کارتونی، نیز عامل مجسم نامیده می‌شوند، اگرچه آنها فقط تجسم مجازی دارند و نه فیزیکی. به عامل مجسم، عامل تجسم‌یافته نیز گفته شده است.
شاخه‌ای از هوش مصنوعی بر توانمندسازی چنین عامل‌هایی برای تعامل مستقل با انسان‌ها و محیط تمرکز دارد. ربات‌های متحرک یک نمونه از عامل‌های مجسم فیزیکی هستند. آنانووا و «عامل مایکروسافت» نمونه‌هایی از عامل‌های مجسم گرافیکی هستند. عامل‌های مکالمه مجسم، عامل‌هایی مجسم هستند (معمولاً با یک رابط کاربری گرافیکی در مقابل یک بدن رباتیک) که قادر به برقراری مکالمه با یکدیگر و با انسان‌ها با استفاده از همان ابزارهای کلامی و غیرکلامی که انسان‌ها انجام می‌دهند (مانند اشاره، حالت چهره و غیره) می‌باشند.

## عامل‌های مکالمه‌ای مجسم

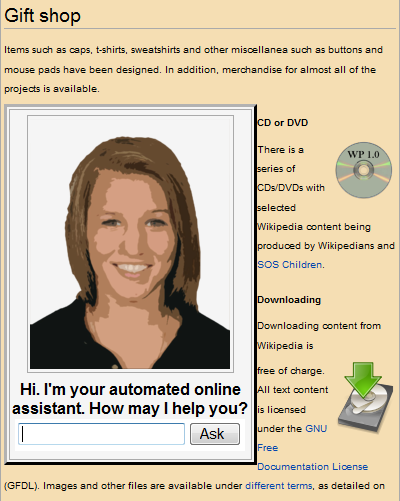
نمونه‌ای از یک دستیار برخط خودکار که در سال ۲۰۱۱ خدمات مشتری را در یک صفحه وب ارائه می‌دهد - نمونه‌ای از یک عامل مکالمه‌ای مجسم.

عامل‌های مکالمه‌ای مجسم، نوعی رابط کاربری هوشمند هستند. این عامل‌ها با ترکیب ژست، حالت چهره و گفتار، ارتباط رو در رو با کاربران را ممکن می‌سازند و ابزار قدرتمندی برای تعامل انسان و رایانه فراهم می‌کنند.

## مزایا
ارتباط رو در رو، امکان استفاده از روش‌های ارتباطی بسیار غنی‌تری نسبت به سایر روش‌ها را فراهم می‌کند. این روش‌ها شامل نوبت‌گیری در مکالمه، بیان احساسات از طریق چهره، ساختار و تأکید اطلاعات، تجسم و حرکات نمادین، و جهت‌یابی در یک محیط سه‌بعدی هستند. این ارتباط از طریق کانال‌های کلامی (مانند گفتار) و غیرکلامی (مانند نگاه، اشاره، لحن صدا و حالت بدن) صورت می‌گیرد.
تحقیقات نشان داده است که کاربران نشانه‌های بصری غیرکلامی از وضعیت درونی یک سامانهٔ مجسم را به نشانه‌های کلامی ترجیح می‌دهند، که نشان‌دهنده ارزش کانال‌های ارتباطی غیرکلامی اضافی است. علاوه بر این، ارتباط چهره به چهره با یک عامل مجسم می‌تواند در کنار انجام کار دیگری بدون ایجاد حواس‌پرتی برای کاربر صورت گیرد و حتی لذت تعامل را افزایش دهد. همچنین، استفاده از یک عامل ارائه‌دهنده مجسم منجر به یادآوری بهتر اطلاعات ارائه شده می‌شود.
عامل‌های مجسم همچنین یک بعد اجتماعی به تعامل اضافه می‌کنند. انسان‌ها به‌طور طبیعی تمایل دارند که به رایانه‌ها آگاهی اجتماعی نسبت دهند، بنابراین تعامل با عامل‌های مجسم از قراردادهای اجتماعی پیروی می‌کند، مشابه تعاملات انسان با انسان. این تعامل اجتماعی هم باورپذیری و اعتماد به عامل‌ها را افزایش می‌دهد و هم مشارکت کاربر را با سامانه بیشتر می‌کند. تحقیقات نشان داده است که حضور یک عامل مجسم در یک وب‌سایت، اعتماد کاربر به آن وب‌سایت را افزایش می‌دهد، اما همچنین اضطراب کاربران را افزایش می‌دهد و بر عملکرد آنها تأثیر می‌گذارد، گویی که توسط یک انسان واقعی مشاهده می‌شوند. یکی دیگر از اثرات جنبه اجتماعی عامل‌ها این است که ارائه‌هایی که توسط یک عامل مجسم انجام می‌شود، سرگرم‌کننده‌تر و آسان‌تر از ارائه‌های مشابه بدون عامل به نظر می‌رسند. تحقیقات نشان می‌دهد که لذت درک شده، پس از آن سودمندی درک شده و سهولت استفاده، عامل اصلی تأثیرگذار بر پذیرش کاربر از عامل‌های مجسم است.
مطالعه‌ای که در ژانویه ۲۰۰۴ توسط بایرون ریوز در استنفورد انجام شد، نشان داد که شخصیت‌های دیجیتال می‌توانند «تجربه‌های آنلاین را بهبود بخشند». این مطالعه توضیح داد که چگونه شخصیت‌های مجازی حس ارتباط و نزدیکی را به تجربه کاربر اضافه می‌کنند و آن را جذاب‌تر می‌کنند. این افزایش جذابیت به نوبه خود به بهبود محصولات کمک می‌کند که هم به نفع کاربران و هم به نفع سازندگان محصول است.

### کاربردها

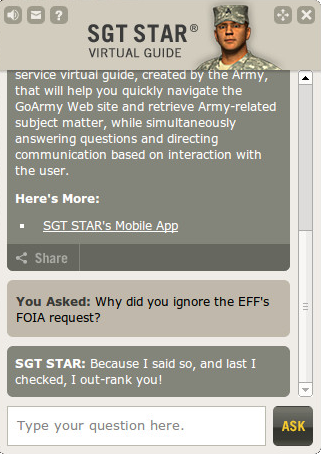
گروهبان استار، دستیار آنلاین ارتش ایالات متحده

سبک غنی ارتباطی که در گفتگوی انسانی وجود دارد، تعامل مکالمه با عامل‌های مکالمه مجسم را برای بسیاری از وظایف تعاملی غیر سنتی ایده‌آل می‌سازد. یکی از کاربردهای آشنا برای این عامل‌ها، بازی‌های ویدیویی است. عامل‌های مجسم برای این محیط بسیار مناسب هستند زیرا سبک ارتباطی غنی‌تر، تعامل با آنها را لذت‌بخش می‌کند. همچنین، از عامل‌های مکالمه مجسم در فناوری آموزشی، راهنماهای شخصی قابل حمل برای مسیریابی، داستان‌های تعاملی و سامانه‌های قصه‌گویی، دستیاران مجازی و ارائه‌دهندگان و مفسران خودکار استفاده شده است.
دستیارهای مجازی اصلی مانند سیری، آمازون الکسا و دستیار گوگل هیچ نمایش بصری ندارند، که اعتقاد بر این است که حس حضور انسان را برای کاربران محدود می‌کند.
وزارت دفاع ایالات متحده از یک نرم‌افزار به نام SGT STAR در وب‌سایت‌ها و برنامه‌های تحت وب ارتش ایالات متحده برای اهداف پیمایش سایت، استخدام و تبلیغات استفاده می‌کند. گروه بازاریابی و تحقیقات ارتش، بخشی که مستقیماً از پنتاگون اداره می‌شود، SGT STAR را اداره می‌کند. SGT STAR بر اساس فناوری ActiveSentry توسعه یافته توسط Next IT، یک شرکت خدمات فناوری اطلاعات مستقر در واشینگتن است. سایر ربات‌های مشابه در «خانواده» SGT STAR توسط اداره تحقیقات فدرال (FBI) و سازمان سیا (CIA) برای اهداف جمع‌آوری اطلاعات استفاده می‌شوند.